# Terefe Desalegn
Terefe Desalegn (auch Terefe Desaleng geschrieben; * 20. November 1982 in Addis Abeba) ist ein ehemaliger äthiopischer Langstreckenläufer.
Beim Juniorenrennen der Crosslauf-Weltmeisterschaften 2000 in Vilamoura wurde er Neunter. Er setzte sich von der Mannschaft ab und kam als Asylbewerber nach Deutschland, wo er bald von der LG Eintracht Frankfurt aufgenommen wurde. Am Jahresende gewann er den Bietigheimer Silvesterlauf, und im Folgejahr wurde er Deutscher Meister im 10-km-Straßenlauf.
2002 wurde er deutscher Juniorenmeister im Crosslauf und Dritter bei der Deutschen Meisterschaft im Halbmarathon. Bei der nationalen Meisterschaft über 10 km wurde er Gesamtzweiter hinter dem zeitgleichen Carsten Schütz und gewann die Juniorenwertung.
2003 wurde er Zweiter beim Griesheimer Straßenlauf. 2005 versuchte er sich beim Frankfurt-Marathon auf der 42,195-km-Distanz, erreichte aber nicht das Ziel.

## Persönliche Bestzeiten
- 5000 m: 13:59,37 min, 13. Juni 2003, Kassel
- 10.000 m: 28:59,01 min, 19. Mai 2001, Kandel
- 10-km-Straßenlauf: 29:00 min, 23. September 2001, Troisdorf
- Halbmarathon: 1:04:05 h, 23. März 2002, Schotten
- 3000 m Hindernis: 8:53,84 min, 29. Juli 2001, Schweinfurt